# شیر دریایی آمریکای جنوبی
شیر دریایی آمریکای جنوبی (نام علمی: Otaria flavescens) نام یک گونه از شاخه طنابداران است.